# آخرین نبرد (فیلم ۱۳۷۶)
آخرین نبرد فیلمی به کارگردانی حمید بهمنی و نویسندگی داوود امیریان محصول سال ۱۳۷۶ است.

## خلاصه داستان
ناصر، رزمنده‌ای که بارها در جبهه بوده و حالا به کار تصویربرداری مشغول است، پس از شهادت شوهر خواهرش علی که الگوی او در زندگی بوده، نسبت به جعفر که می‌خواهد با خواهرش ازدواج کند و جای علی را بگیرد، احساس خوشایندی ندارد، با این حال حاجی ـ فرمانده عملیات در خاک عراق ـ ناصر را به عنوان تصویربردار به همراه جعفر و هادی ـ که خانواده اش را در دزفول از دست داده ـ برای شرکت در عملیات فرا می‌خواند. هدف عملیات پیدا و منهدم کردن محل موشک‌های دوربرد عراق است که عراق توسط آن‌ها شهرهای ایران را مورد اصابت قرار می‌دهد. قرار است با رسیدن به محل موشک‌ها و مخابره گراها به نیروهای خودی، موشک‌ها توسط توپ‌های میان برد رزمندگان هدف قرار بگیرد. چهار عضو عملیات به محل موشک‌ها نزدیک می‌شوند؛ اما عراقی‌ها با همدستی نیروهای ضدانقلاب به سوی آن‌ها هجوم می‌آورند و در محاصره قرارشان می‌دهند. حاجی به محل استقرار توپ‌ها در خاک ایران برمی گردد و منتظر گرفتن نشانی موشک‌ها و گراها می‌شود. هادی در مواجهه با دشمن شهید می‌شود و جعفر نیز چشم‌هایش را از دست می‌دهد، اما با تلاش ناصر (که حالا با خواندن نامه خواهرش که جعفر را همسنگ علی و ادامه دهنده راه او دانسته، نظرش نسب به او عوض شده) و با راهنمایی جعفر، گراها توسط بی‌سیم به حاجی مخابره می‌شود و با شلیک توپ‌های نیروهای خودی سایت موشکی و تجهیزات دشمن در میان ناباوری عراقی‌ها نابود می‌شود. ناصر و جعفر از طریق چرخبالی که حاجی نیز با آن آمده، به هر زحمتی که هست نجات پیدا می‌کنند و از مهلکه می‌گریزند.

## بازیگران
- بیژن امکانیان
- محمدعلی سلیمان‌تاش
- رامبد شکرابی
- ژاله صامتی
- حبیب‌الله حداد
- مجید عبدالعظیمی
- نسرین نکیسا
- حسین شهاب
- افسانه ناصری
- باقر سیدی
- جواد قلی‌زاده
- سیدداود اطیابی
- محمدحسن خانی
- سید مجتبی اسدی‌پور
- سیاوش مدافعی
- علی الهیاری‌بیک
- فرهاد رستم‌بیگی